# 傑姆羅加山
傑姆羅加山（英語：Mount Jamroga），是南極洲的山峰，位於維多利亞地的彭內爾海岸，處於戈烏山以東15公里，屬於鮑爾斯山脈的一部分，海拔高度2,265米，美國地質調查局根據測量和美國海軍拍攝的空中照片繪入地圖，現時由南極條約體系管理。